# Alpes del Gran Paradiso
Los Alpes del Gran Paradiso (en italiano, Alpi del Gran Paradiso, llamados también Alpi Graie orientali "Alpes Grayos orientales"; en francés, Alpes du Grand-Paradis o Alpes grées orientales), son una subsección de los Alpes Grayos. Están formados principalmente por el macizo del Gran Paradiso.
Constituyen la parte oriental de los Alpes Grayos. Se encuentran en el Piamonte y el Valle de Aosta.

## Delimitación
Lindan:
- al norte con los Alpes del Grand Combin y los Alpes del Weisshorn y del Cervino (en los Alpes Peninos) y separados por el río Dora Baltea;
- al noreste con los Alpes del Monte Rosa y los Alpes de Biella y Cusianos (en los Alpes Peninos) y separados por el Dora Baltea;
- al este y al sudeste con la Llanura padana;
- al sur con los Alpes de Lanzo y de Alta Moriana (en la misma sección alpina) y separados por el río Orco;
- al oeste con los Alpes de la Grande Sassière y del Rutor (en la misma sección alpina) y separados por el Paso del Nivolet y del Valsavarenche.

Girando en sentido de las agujas del reloj, los límites geográficos son: Paso del Nivolet, Valsavarenche, río Dora Baltea, Llanura padana, Valle del Orco.

## Subdivisión
Según la definición de la SOIUSA los Alpes del Gran Paradiso son una subsección con la siguiente clasificación:
- Gran parte = Alpes occidentales
- Gran sector = Alpes del noroeste
- Sección = Alpes Grayos
- Subsección = Alpes del Gran Paradiso
- Código = I/B-7.IV

Según la SOIUSA los Alpes del Gran Paradiso se subdividen en tres supergrupos, 10 grupos y 14 subgrupos:
- Cadena del Gran Paradiso (A)
  - Grupo Ciarforon-Punta Fourà (A.1)
    - Nudo de Punta Fourà (A.1.a)
    - Nudo del Ciarforon (A.1.b)

  - Grupo Gran Paradiso-Roccia Viva (A.2)
    - Subgrupo del Gran Paradiso (A.2.a)
    - Subgrupo Roccia Viva-Apostoli (A.2.b)

  - Grupo Grivola-Gran Serra (A.3)
    - Nudo de la Gran Serra (A.3.a)
    - Macizo de la Grivola (A.3.b)

  - Grupo Sengie-Chardonney (A.4)
    - Nudo de las Sengie (A.4.a)
    - Nudo del Chardonney (A.4.b)
- Grupo de la Rosa dei Banchi (B)
  - Nudo de la Rosa dei Banchi (B.5)
  - Costiera del Monte Marzo (B.6)
  - Costiera del Monte Giavino (B.7)
- Cadena Emilius-Tersiva (C)
  - Grupo de la Tersiva (C.8)
    - Nudo de la Punta Tersiva (C.8.a)
    - Costiera del Avert (C.8.b)

  - Grupo del Emilius (C.9)
    - Nudo del Monte Emilius (C.9.a)
    - Costiera Garin-Vallettaz (C.9.b)

  - Grupo Glacier-Avic (C.10)
    - Costiera del Monte Glacier (C.10.a)
    - Costiera del Monte Avic (C.10.b)

## Cimas principales

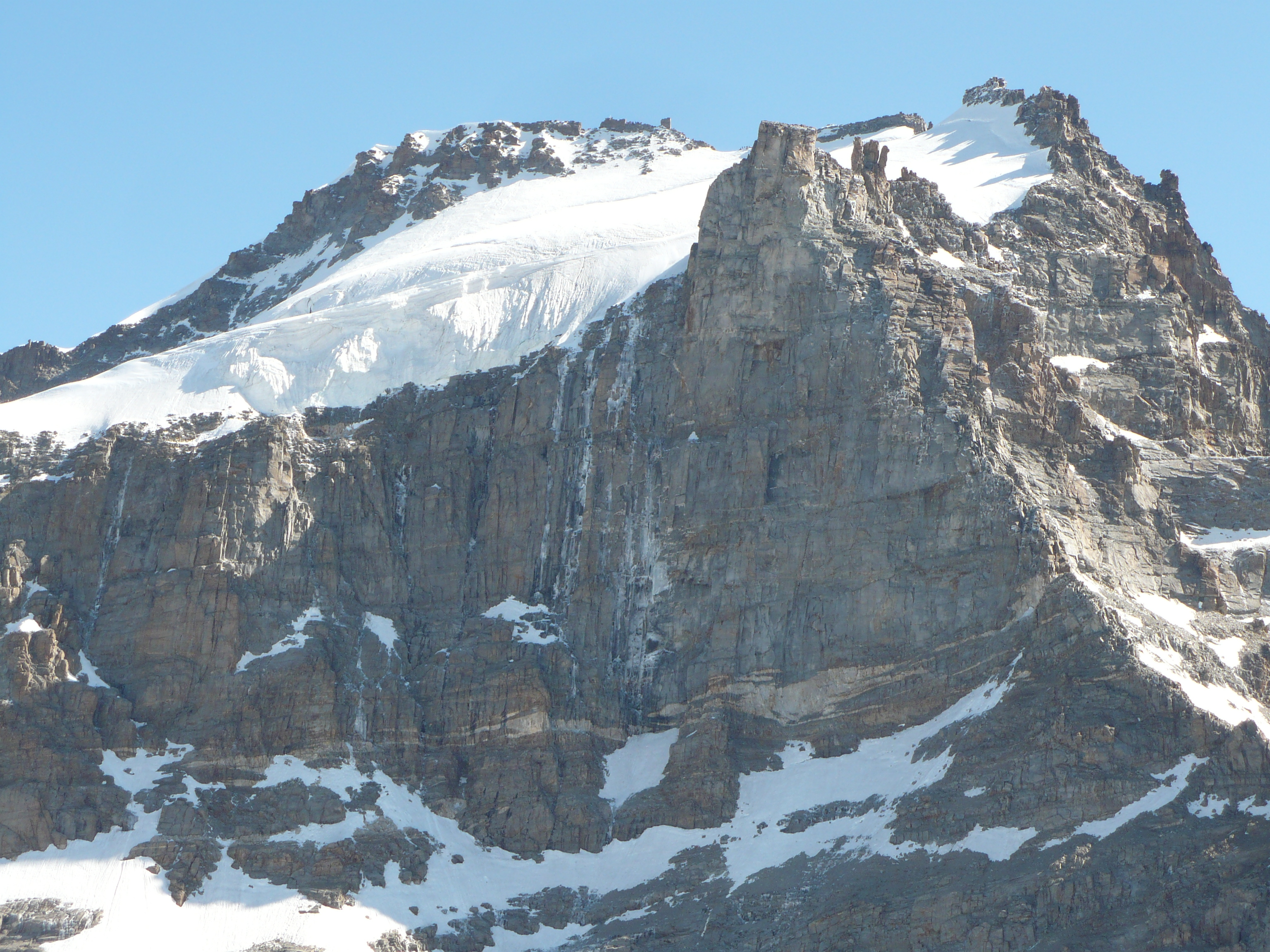
La cima del Gran Paradiso (a la izquierda); el Roc (a la derecha) y la Becca di Moncorvè (en primer plano) vistos desde el sur.

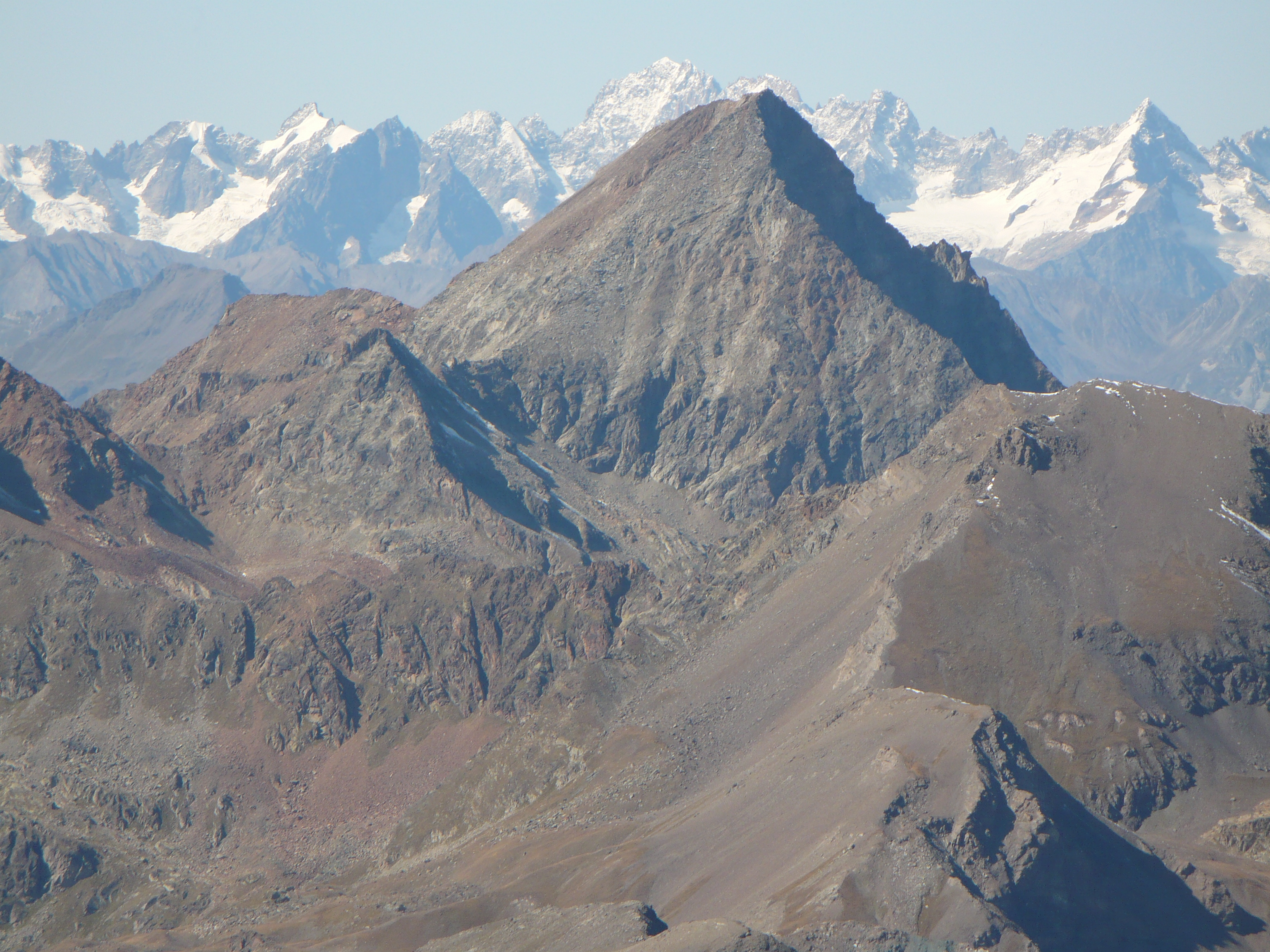
El Monte Emilius visto desde la Punta Tersiva.

Además de las cimas comprendidas en la Cadena del Gran Paradiso se pueden mencionar las siguientes montañas:
- Monte Emilius - 3.559 m
- Punta Tersiva - 3.513 m
- Punta Garin - 3.448 m
- Mont Glacier - 3.185 m
- Rosa dei Banchi - 3.164 m
- Becca di Nona - 3.142 m
- Bec Costazza - 3.092 m
- Punta Vallettaz - 3.090 m
- Mont Avic - 3.006 m
- Grand Avert - 2.991 m
- Monfandì - 2.820 m
- Monte Giavino - 2.766 m
- Monte marzo de 2756 m
- Punta di Verzel - 2.406 m
- Punta Quinseina - 2.344 m